# Susanne Franke
Susanne Franke (* 1968 oder 1969 in Niederbayern) ist eine deutsche Moderatorin.

## Leben
Franke wuchs in Oberbayern auf. Sie studierte Journalistik und schloss mit dem Diplom ab. Sie war Moderatorin beim Privatradio, bei der Deutschen Welle und bei 3sat und arbeitet als Reporterin bei Zeitungen und in London bei der BBC.
Beim Bayerischen Rundfunk wurde sie bei einem Sprecherwettbewerb ausgewählt, erhielt eine Sprecherausbildung und moderierte bei Bayern 1, BR-Klassik, B5 aktuell und dem BR Fernsehen. Franke gehört bereits seit 1993 ununterbrochen zum Moderationsteam der Hauptnachrichten-Sendung Rundschau im Bayerischen Fernsehen, welche 2022 in BR24 umbenannt wurde. Ebenso war sie seit 1993 Moderation des Rucksackradios im Hörfunk, gab diese jedoch 2023 nach 30 Jahren ab.

## Sendungen

### Radiomoderation
- 1993–2023: Rucksackradio (Bayern 1/Bayern 2)[6][7]

### Fernsehmoderation
- seit 1993: Rundschau (2022 umbenannt in BR24)[3][8][9][10]
- seit 2018: alpha-demokratie
- seit 2023: BR Retro – Das Magazin[11]

### Mitwirkung
- 2015: Quizduell (1 Folge)